# Élection présidentielle chypriote de 2013
L'élection présidentielle chypriote de 2013, douzième élection présidentielle de la république de Chypre et douzième au suffrage universel direct, est un scrutin visant à élire le président de la république de Chypre pour un mandat de cinq ans. Elle se tient les 17 et 24 février 2013. Elle doit désigner le  successeur du président Dimítris Khristófias, élu en 2008 et issu du Parti progressiste des travailleurs (communiste), qui ne se représente pas pour un second mandat. Les dernières élections législatives s'était déroulées en mai 2011.
L'élection se déroule dans un contexte de crise économique et de négociations avec l'Union européenne pour une aide du mécanisme européen de stabilité alors que le pays, membre de la zone euro, est touché par la crise grecque du fait de l'imbrication entre les économies des deux pays.
Le premier tour voit s'affronter dix candidats. Níkos Anastasiádis, candidat du Rassemblement démocrate, et Stávros Malás, candidat du Parti progressiste des travailleurs (le parti du président sortant), se qualifient pour le second tour, avec respectivement 45,46 % et 26,91 % des suffrages exprimés. Parmi les candidats éliminés, seul Giórgos Lillíkas (24,93 %) obtient un score significatif. Tous les autres candidats ont un score inférieur à 1 %. À l'issue du second tour, une semaine plus tard, Níkos Anastasiádis est élu président de la République avec 57,48 % des suffrages exprimés, contre 42,52 % à son adversaire.

## Contexte

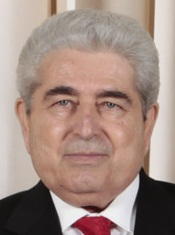
Le président sortant Dimítris Khristófias ne se représente pas pour un second mandat.

Le président Dimítris Khristófias a été élu le 24 février 2008 avec environ 53,4 % des voix, issu du Parti progressiste des travailleurs, de tendance communiste. Il avait battu Ioánnis Kasoulídis, le candidat conservateur du Rassemblement démocrate. Son gouvernement s'appuie alors à la Chambre des représentants sur une coalition entre son parti (18 sièges), le Parti démocrate (11 sièges) et le Mouvement pour la démocratie sociale.
À la suite de divergence à propos de la réunification du pays entre les partenaires de la coalition, celle-ci éclate. De même, la crise économique de la zone euro qui frappe l'île du fait de son imbrication forte avec la Grèce a été un motif de divergences entre les partis de la coalition, les petits partis dénonçant le manque de réaction du gouvernement. Aux élections législatives du 22 mai 2011, le principal parti d'opposition, le Rassemblement démocrate, arrive légèrement en tête.
En 2013, alors que le pays éprouve de plus en plus de difficultés à emprunter sur les marchés financiers, les négociations avec l'Union européenne pour une aide du mécanisme européen de stabilité de 17 milliards d'euros et des mesures d'austérité sont quasiment bloquées. Le pays, qui a rejoint la zone euro en 2008 a vu sa dette publique exploser de 49 % du PIB à 83,3 % fin 2012 et son chômage doubler à près de 15 %. Le pays espère toutefois pouvoir tirer profit dans l'avenir d'un large champ de gaz récemment découvert et qui pourrait représenter jusqu'à 300 milliards d'euros.

## Candidats
Les candidats sont :
- Níkos Anastasiádis candidat du Rassemblement démocrate (droite) et soutenu par le Parti démocrate (centre) ;
- Stávros Malás candidat du Parti progressiste des travailleurs (communiste) ;
- Giórgos Lillíkas candidat indépendant, soutenu par le Mouvement pour la démocratie sociale (gauche) ;
- Lákis Ioánnou, parrainé par le Lasok ;
- Praxoúla Antoniádou, soutenu par EDI ;
- Ántri-Makaría Stylianoú, indépendant ;
- Geórgios Kharalámbous, soutenu par E.LA.M. ;
- Sólon Grigoríou, indépendant ;
- Kóstas Kyriakoú, indépendant ;
- Loukás Stávrou ;
- Andréas Efstratíou, indépendant.

Le parti centriste Parti européen et le Mouvement écologiste et environnementaliste hésitent entre le soutien au candidat de l'opposition Níkos Anastasiádis et l'indépendant Giórgos Lillíkas.

## Campagne

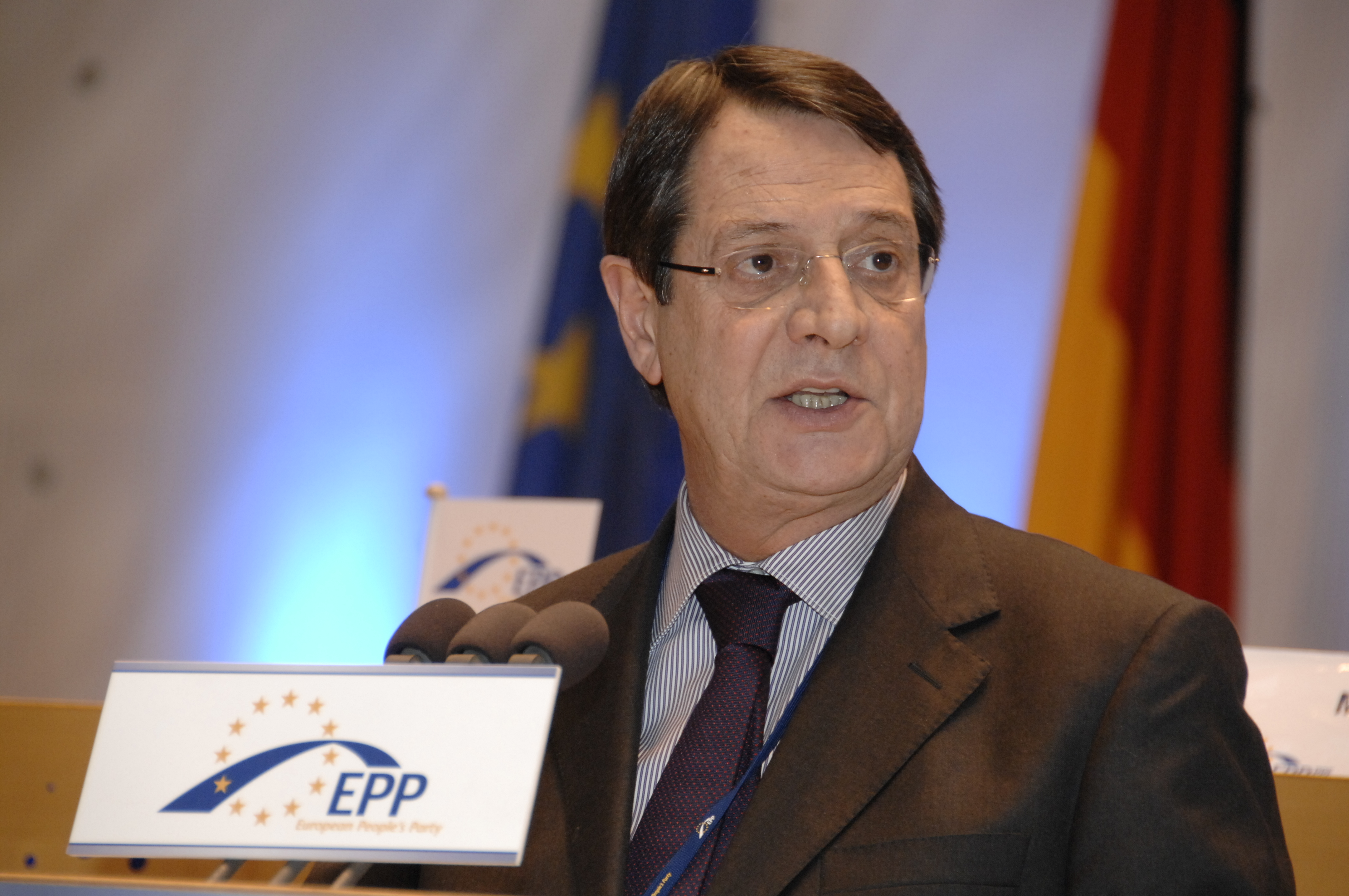
Níkos Anastasiádis, le candidat de droite favorable à l'austérité est le grand favori de l'élection.

La campagne a avant tout été marquée par la crise économique et le débat sur les mesures d'austérité à prendre en échange de l'aide européenne. Le candidat de la droite Níkos Anastasiádis estime urgente l'aide européenne et est prêt à renforcer l'austérité. Au contraire, Giórgos Lillíkas est le plus critique et refuse l'austérité, espérant sortir de la crise en tirant profit le plus rapidement possible des champs de gaz naturel découvert récemment près de l'île. Il estime qu'une pré-vente de ces ressources pourrait permettre au pays d’échapper à toute mesure de rigueur budgétaire.

## Sondages
Tous les sondages publiés depuis le début de l'année 2013 donnent le candidat de la droite, Níkos Anastasiádis largement en tête avec entre 38 et 42,1 % des voix. Stávros Malás, le candidat soutenu par le parti au pouvoir obtient entre 19,8 et 24,2 % des voix et enfin l'indépendant Giórgos Lillíkas entre 17,9 et 20,2 %.

## Résultats
Níkos Anastasiádis, candidat du Rassemblement démocrate (parti de droite), est arrivé largement en tête (45 %): il devra affronter Stávros Malás (27 %), soutenu par les communistes, le 24 février 2013.
Au second tour, la participation baisse légèrement à 81,6 % des voix et le candidat favori du second tour Níkos Anastasiádis l'emporte largement avec 57,5 % des voix.
| Candidats                | Candidats                 | Partis                   | 1er tour | 1er tour | 2d tour | 2d tour |
| Candidats                | Candidats                 | Partis                   | Voix     | %        | Voix    | %       |
| ------------------------ | ------------------------- | ------------------------ | -------- | -------- | ------- | ------- |
|                          | Níkos Anastasiádis        | DISY                     | 200 591  | 45,46    | 236 965 | 57,48   |
|                          | Stávros Malás             | AKEL                     | 118 755  | 26,91    | 175 267 | 42,52   |
|                          | Giórgos Lillíkas          | EDEK                     | 109 996  | 24,93    |         |         |
|                          | Geórgios Kharalámbous     | ELAM                     | 3 899    | 0,88     |         |         |
|                          | Praxoúla Antoniádou       | EDI                      | 2 678    | 0,61     |         |         |
|                          | Ántri-Makaría Stylianoú   | Indépendant              | 1 898    | 0,43     |         |         |
|                          | Lákis Ioánnou             | LASOK                    | 1 278    | 0,29     |         |         |
|                          | Sólon Grigoríou           | Indépendant              | 792      | 0,18     |         |         |
|                          | Kóstas Kyriakoú (Outopos) | Indépendant              | 722      | 0,16     |         |         |
|                          | Andréas Efstratíou        | Indépendant              | 434      | 0,10     |         |         |
|                          | Loukás Stávrou            | Indépendant              | 213      | 0,05     |         |         |
|                          |                           |                          |          |          |         |         |
| Votes valides            | Votes valides             | Votes valides            | 441 256  | 97,29    | 412 232 | 92,63   |
| Votes invalides          | Votes invalides           | Votes invalides          | 7 819    | 1,72     | 14 737  | 3,31    |
| Votes blancs             | Votes blancs              | Votes blancs             | 4 459    | 0,98     | 18 040  | 4,05    |
| Total                    | Total                     | Total                    | 453 534  | 100      | 445 009 | 100     |
| Abstention               | Abstention                | Abstention               | 91 957   | 16,86    | 100 484 | 18,42   |
| Inscrits / participation | Inscrits / participation  | Inscrits / participation | 545 491  | 83,14    | 545 493 | 81,58   |